# Attila Czene
Attila Czene (n. 20 iunie 1974, Seghedin, Ungaria) este un înotător maghiar, medaliat olimpic. A participat la 3 ediții ale Jocurilor Olimpice (1992, 1996, 2000) în care a câștigat o medalie de aur și o medalie de bronz.